# Fernandocrambus chopinellus
Fernandocrambus chopinellus là một loài bướm đêm trong họ Crambidae.